# Full Bloom Darling
Full Bloom Darling (満開ダーリン?, Mankai Darling) è un manga yaoi scritto e disegnato da Kotetsuko Yamamoto, serializzato dal 2006 al 2008 sulla rivista HertZ e successivamente raccolto in 2 volumi. In Italia è stato tradotto e distribuito dalla FlashBook Edizioni.
L'opera è un sequel di Koi to Wana e gode di uno spin-off, Il nostro Desiderio, in cui compaiono anche i protagonisti del manga.

## Trama

### Volume 1
Takashi Murakami è un 18enne che, dopo essersi innamorato follemente di un ragazzo che lavora come fiorista presso il "Flower Hall", riesce a farsi assumere presso lo stesso negozio per potergli stare vicino. Però, diversamente da come aveva immaginato, incomincia a essere attratto dal manager del "Flower Hall", Haruiko Fujimori, fino a rendersi conto di essersi innamorato di lui. Nonostante sia sicuro dei suoi sentimenti Takashi si sente stordito da questo cambiamento improvviso, soprattutto tenendo in considerazione che il manager, a dispetto dai suoi modi apparentemente bruschi, non si fa problemi a riempirlo costantemente di attenzione e dimostrazioni d’affetto, sia privatamente che pubblicamente.

### Volume 2
Takashi sta ancora imparando il mestiere di fioraio e le amorevoli attenzioni del suo capo, Haruhiko, lo aiutano a proseguire la routin lavorativa. Accade, però, che improvvisamente si fa viva l'ex ragazza di Haruhiko, che sembra non essersi ancora del tutto rassegnata alla fine del loro rapporto.

## Personaggi
Haruhiko "Haru" Fujimori
È il gestore e proprietario del "Flower Hall". In precedenza era un dirigente importante in una grande società commerciale. Ha un atteggiamento molto invadente nei confronti del neo assunto Takashi.
Takashi Murakami
È un 18enne abbastanza minuto che si è invaghito di Ryou, fiorista presso il "Flower Hall", e per questo motivo si è fatto assumere nello stesso posto di lavoro. Dopo un po' di tempo passato nel nuovo ambiente lavorativo si innamora di Haruhiko, suo superiore.
Ryou Sakurai
È un bel fiorista che lavora al "Flower Hall". In precedenza ha lavorato come fattorino.
Toshio Tsuzuki
È l'amante di Ryou Sakurai. Ha la stessa età di Haruhiko (suo ex collega e amico).

## Pubblicazione
| Nº | Data di prima pubblicazione | Data di prima pubblicazione | Data di prima pubblicazione | Data di prima pubblicazione |
| Nº | Giapponese                  | Giapponese                  | Italiano                    | Italiano                    |
| -- | --------------------------- | --------------------------- | --------------------------- | --------------------------- |
| 1  | 2 febbraio 2009             | ISBN 978-4813051701         | 20 dicembre 2014            | ISBN 978-8861694897         |
| 2  | 16 ottobre 2010             | ISBN 978-4813052777         | 18 luglio 2015              | ISBN 978-8861695238         |